# Abdoulaye Doucouré
Pour les articles homonymes, voir Doucouré.
Abdoulaye Doucouré, né le 1er janvier 1993 à Meulan-en-Yvelines (France), est un footballeur international malien qui évolue au poste de milieu de terrain à Neom SC.

## Biographie

### Jeunesse
Abdoulaye Doucouré naît le 1er janvier 1993 à Meulan dans le département des Yvelines. Sa famille, qui compte huit enfants, est originaire du Mali, et il est le cousin de l'athlète Ladji Doucouré, champion du monde du 110 mètres haies en 2005,. Abdoulaye Doucouré grandit dans le quartier de la Vigne-Blanche, dans la commune des Mureaux (limitrophe de Meulan). Il fréquente l'école primaire Pierre-Brossolette puis le collège Jules-Verne, dont il intègre la section sportive. Au sein de l'équipe de football du collège, il côtoie M'Baye Niang, d'un an son cadet. Très impliqué dans la vie associative de son quartier, il siège en 2003 au conseil municipal des enfants des Mureaux, et obtient auprès des élus de la ville la construction d'un terrain de football.
En septembre 2004, il intègre un club local, l'Olympique Football Club des Mureaux, après que ses parents s'y soient opposés durant quelque temps,. Avec son club, il évolue alors au poste d'attaquant, et remporte par deux fois la Coupe des Yvelines de sa catégorie d'âge. Au total, il joue durant trois saisons avec l'OFC des Mureaux. Durant sa dernière année aux Mureaux, il participe au concours d'entrée de l'INF Clairefontaine, mais n'est pas retenu à l'issue du dernier tour de sélection,.

### Formation au Stade rennais FC
Malgré son échec à l'INF Clairefontaine, Abdoulaye Doucouré est repéré par Mickaël Pellen et intègre le centre de formation du Stade rennais FC à l'été 2007,,. Arrivé en centre de formation plus tôt que la plupart des joueurs, Abdoulaye Doucouré se lie alors d'amitié avec Dimitri Foulquier et Axel Ngando, issus de la même génération et dans le même cas que lui.
Débutant au Stade rennais FC en 14 ans Fédéraux, il est replacé au milieu de terrain, et a Franck Haise comme premier formateur. Celui-ci le fait progresser sur le plan technique, avant qu'il ne travaille davantage les aspects tactiques et mentaux avec Régis Le Bris, quelques années plus tard. Sa progression en club lui permet d'intégrer les équipes de France de jeunes. Retenu dès novembre 2008 en équipe de France des moins de 16 ans, il obtient dix-neuf sélections avec les moins de 17 ans la saison suivante et devient l’un des éléments incontournables de cette génération 1993 comptant notamment Paul Pogba, Geoffrey Kondogbia, Alphonse Areola, Lucas Digne ou encore Samuel Umtiti. Le sélectionneur de l'équipe de France des moins de 17 ans d’alors, Guy Ferrier, déclare en 2015 à propos d'Abdoulaye Doucouré : « C'est un milieu relayeur, bon passeur, qui percute et joue vite vers l'avant. […] Avec le recul, je me dis que c'était le meilleur joueur de sa promo. »  En mai 2010, il dispute le Championnat d'Europe de la catégorie, au Liechtenstein, en compagnie de deux autres jeunes rennais, Eliott Sorin et Wesley Yamnaine. Les Bleuets sont éliminés en demi-finale de l'épreuve, battus deux buts à un par l'Angleterre, futur vainqueur. Abdoulaye Doucouré s'illustre au cours de ce match en délivrant une passe décisive à Paul Pogba.
Durant la première partie de la saison 2010-2011, Abdoulaye Doucouré est intégré à l'équipe réserve du Stade rennais FC, en CFA, et poursuit en tant que titulaire dans l'équipe de France des moins de 18 ans. Mais sa progression est stoppée par une rupture des ligaments croisés du genou gauche, qui le tient éloigné des terrains durant plusieurs mois. Opéré, il réalise sa rééducation à Capbreton,. De retour à l'été 2011, il participe au Trophée des centres de formation de Ploufragan, dont il est élu meilleur joueur.

### Passage au niveau professionnel avec le Stade rennais FC

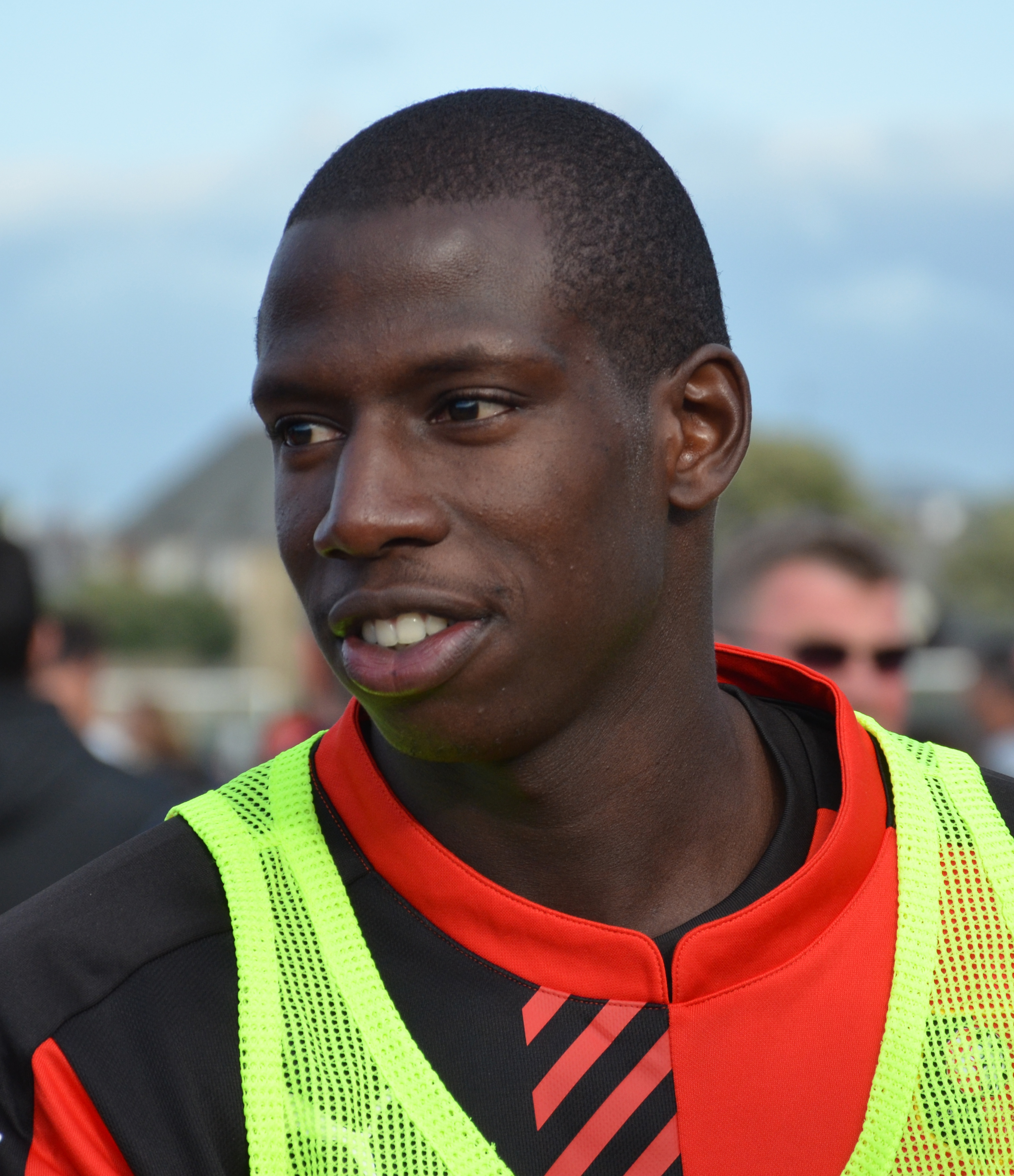
Abdoulaye Doucouré avec le Stade rennais FC avant la rencontre face au Havre AC en amical au stade Paul-Audrin de Dinard, le 8 juillet 2015.

En juillet 2011, Abdoulaye Doucouré signe un premier contrat professionnel de trois ans avec le Stade rennais,. Lors de la saison 2011-2012, il joue exclusivement avec la réserve rennaise en CFA 2, avec laquelle il multiplie les titularisations. Dans le même temps, il revient en équipe de France des moins de 19 ans. Une situation qui se poursuit durant la majeure partie de la saison 2012-2013.
Le 27 avril 2013, il est titularisé par Frédéric Antonetti pour une rencontre de Ligue 1 au stade Francis-Le Blé contre le Stade brestois 29, et dispute à cette occasion son premier match professionnel. Abdoulaye Doucouré marque un but dès sa première apparition, et est désigné comme le meilleur rennais du match par le journal Ouest-France. Durant la fin de saison, le milieu de terrain dispute quatre rencontres de championnat, mais est stoppé par une rupture des ligaments croisés du genou gauche, le 18 mai 2013, lors d'un match face à l'AC Ajaccio. Une blessure qui le prive d'une participation à la Coupe du monde des moins de 20 ans, que l'équipe de France remporte,,.

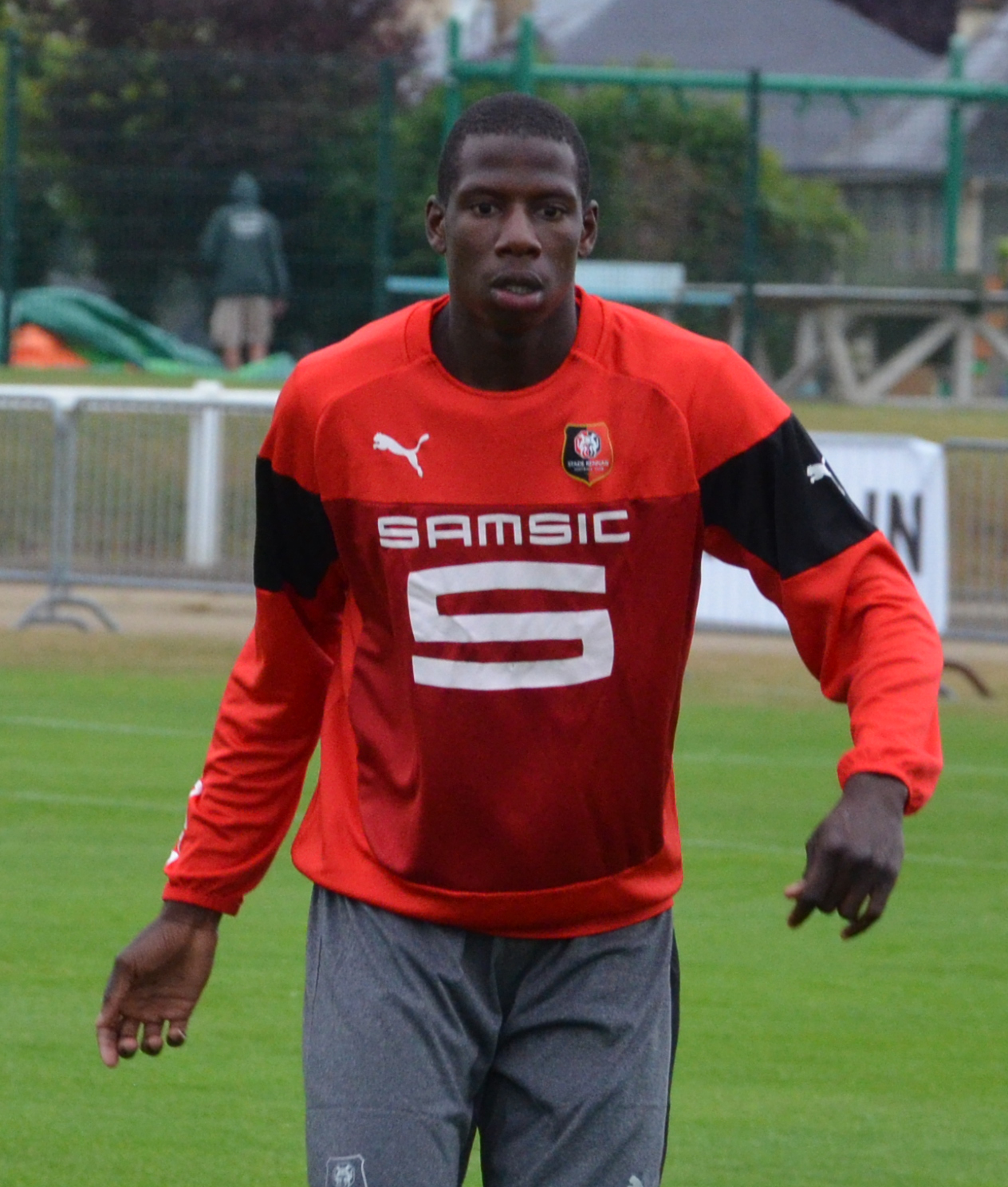
Abdoulaye Doucouré à l'échauffement avec le Stade rennais FC avant un match amical face à l'US Orléans au stade Paul-Audrin de Dinard, le 5 juillet 2014.

Opéré en juin à Paris par le Pr Hamon, Abdoulaye Doucouré suit ensuite un programme de rééducation à Capbreton, Clairefontaine et à l'INSEP, où il reçoit le soutien de son cousin Ladji Doucouré. De retour à la compétition à la fin de l'année 2013, il réapparaît dans le groupe professionnel rennais le 18 décembre 2013 contre les Girondins de Bordeaux, en Coupe de la Ligue. Si son équipe s'incline, le joueur marque l'unique but rennais du match. Lors de la seconde partie de saison du Stade rennais FC, il confirme les promesses entrevues en fin de saison précédente et devient un élément important de l'équipe, en étant décisif à de nombreuses reprises. Philippe Montanier en fait son titulaire au milieu de terrain pour les deux derniers mois de compétition. Il marque ainsi l'unique but d'une rencontre disputée le 22 mars 2014 face à l'Olympique de Marseille au stade Vélodrome, match qui lance le club dans une série de trois victoires consécutives toutes compétitions confondues, bénéfique dans l'optique du maintien. Au même moment, il est convoqué par le sélectionneur des espoirs Willy Sagnol pour un match face à la Biélorussie, rencontre pour laquelle il est titularisé au milieu de terrain. 
Pour sa troisième saison comme professionnel, il a cette fois l'occasion de faire la préparation d'avant-saison avec le reste du groupe, dans le but de réaliser sa première saison complète. Il devient rapidement l'un des joueurs les plus utilisés par Philippe Montanier et se distingue par son entente avec Paul-Georges Ntep. Contre le RC Lens, il offre deux passes décisives à son coéquipier, confirmant ainsi sa capacité à mener le jeu offensif tout en assumant les tâches défensives. Ses performances lui permettent d'être régulièrement cité parmi les meilleurs milieux de terrain du championnat par les médias spécialisés,. Au mois d'août, il est ainsi convoqué une seconde fois en équipe de France espoirs par le nouveau sélectionneur Pierre Mankowski, mais ne rentre pas sur le terrain.

### Retour gagnant et affirmation au Watford FC
Le 1er février 2016, Abdoulaye Doucouré quitte son club formateur, et est transféré au Watford FC, qui souhaitait déjà le recruter au mois d'août précédent. Il signe un contrat de quatre ans et demi en faveur du club anglais, puis est immédiatement prêté au club de Grenade CF, en championnat d'Espagne, club appartenant au même propriétaire que le Watford FC.
Le dernier jour du mercato d'été 2016, le FC Lorient tente d'obtenir le prêt d'Abdoulaye Doucouré pour pallier le départ de Didier Ndong vers le Sunderland AFC. Alors que le prêt est négocié avec Watford et enregistré dans les temps à la LFP, le certificat international de transfert arrive avec trente-trois secondes de retard à la FIFA, rendant impossible sa venue. 
En progression constante, Abdoulaye Doucouré connaît sa première titularisation en Premier League le 1er janvier 2017, jour de ses vingt-quatre ans, contre Tottenham Hotspur. Il intègre dès lors l’équipe-type de Walter Mazzarri et participe à la quasi-totalité des rencontres de la phase retour de la saison 2016-2017. Au fil des matchs, il s’affirme comme un élément indispensable à l’équipe d’abord en soutien de l’attaquant puis en tant que milieu relayeur. Finalement, Watford FC réussit à se maintenir en Premier League en terminant à la 17e place du classement. Walter Mazzarri démissionne puis est remplacé par Marco Silva le 27 mai 2017,. 

### Des performances remarquées en Premier League
Abdoulaye Doucouré commence la saison 2017-2018 de Premier League par d'excellentes prestations, s’affirmant comme une valeur sûre de Marco Silva. Après huit journées, Watford FC présente un bilan de quatre victoires, trois nuls et une seule défaite, qui plus est contre le leader Manchester City. Abdoulaye Doucouré est à plusieurs reprises nommé Man of the Match par la BBC, confirmant sa progression fulgurante,,.  Il se montre également présent dans les grands rendez-vous en inscrivant des buts contre Liverpool, Chelsea à Stamford Bridge ou encore Manchester United. À l’approche du mercato d’hiver, Abdoulaye Doucouré suscite l’intérêt de grands clubs en Premier League. Il fait d’ailleurs partie des prétendants à l’équipe de France en vue de la Coupe du monde 2018. Il conclut la saison 2017-2018 en ayant marqué sept buts en trente-sept matchs de championnat.
Les saisons 2018-2019 et 2019-2020 se ressemblent pour Abdoulaye Doucouré. Titulaire indiscutable au milieu de terrain malgré les changements d'entraîneurs à Watford FC, le Français ne manque que quatre matchs de championnat en deux saisons et inscrit neuf buts au cours de celles-ci.

### Transfert à l'Everton FC
Le 8 septembre 2020, il signe un contrat de trois ans, avec une année en option, avec l'Everton FC,,. Il quitte donc Watford FC après avoir inscrit 17 buts en 141 matchs toutes compétitions confondues. Le 24 mai 2023, il prolonge son contrat d'une année supplémentaire avec les Toffees,.

## Profil du joueur
Réputé pour ses grandes qualités d'endurance, Abdoulaye Doucouré est utilisé comme un milieu de terrain de profil box-to-box. De ce fait, il lui est arrivé de démarrer le match à de nombreux postes différents, comme récupérateur, relayeur mais également en soutien de l'attaquant. Son activité sur le terrain le conduit à être régulièrement à la conclusion des mouvements offensifs de son équipe malgré son rôle avant tout défensif, comme le souligne son entraîneur au Stade rennais FC Philippe Montanier : « Il a un abattage énorme, il est capable de récupérer et de se projeter vite vers l'avant, il peut être dans les deux phases [défensive et offensive], cela nous est très utile ». Toutefois, « il reste perfectible dans la technique et dans la finition », rajoute Philippe Montanier fin 2014. Cette polyvalence, couplée à sa grande capacité physique, lui permet de briller en Premier League. Sa capacité à dominer le milieu de terrain et organiser le jeu impressionne. Ses statistiques en font l’un des meilleurs milieux de Premier League et témoignent de son efficacité dans bon nombre de domaines (buts, ballons récupérés, passes réussies, kilomètres parcourus). Marco Silva, son coach à Watford FC, déclare : « Je vois en lui des qualités fantastiques. (...) D’abord, c’est un travailleur. Ensuite, il a de grosses qualités. Jusqu’à maintenant, il a vraiment beaucoup progressé. Il est, selon moi, un des joueurs qui peut améliorer son jeu et jouer plus haut ».

## Statistiques
| Saison                | Club                  | Championnat           | Championnat | Championnat | Championnat | Coupe nationale | Coupe nationale | Coupe nationale | Coupe de la Ligue | Coupe de la Ligue | Coupe de la Ligue | Compétition(s) continentale(s) | Compétition(s) continentale(s) | Compétition(s) continentale(s) | Compétition(s) continentale(s) | Total | Total | Total |
| Saison                | Club                  | Division              | M.          | B.          | P.d.        | M.              | B.              | P.d.            | M.                | B.                | P.d.              | Comp.                          | M.                             | B.                             | P.d.                           | M.    | B.    | P.d.  |
| 2012-2013             | Stade rennais FC      | Ligue 1               | 4           | 1           | 0           | -               | -               | -               | -                 | -                 | -                 | -                              | -                              | -                              | -                              | 4     | 1     | 0     |
| 2013-2014             | Stade rennais FC      | Ligue 1               | 20          | 6           | 5           | 6               | 0               | 2               | 1                 | 1                 | 0                 | -                              | -                              | -                              | -                              | 27    | 7     | 7     |
| 2014-2015             | Stade rennais FC      | Ligue 1               | 35          | 3           | 5           | 3               | 2               | 0               | 3                 | 0                 | 0                 | -                              | -                              | -                              | -                              | 41    | 5     | 5     |
| 2015-2016             | Stade rennais FC      | Ligue 1               | 16          | 2           | 2           | 2               | 0               | 0               | 2                 | 1                 | 0                 | -                              | -                              | -                              | -                              | 20    | 3     | 2     |
| Sous-total            | Sous-total            | Sous-total            | 75          | 12          | 12          | 11              | 2               | 2               | 6                 | 2                 | 0                 | -                              | -                              | -                              | -                              | 92    | 16    | 14    |
| 2015-2016             | Grenade CF (prêt)     | Liga                  | 15          | 0           | 2           | -               | -               | -               | -                 | -                 | -                 | -                              | -                              | -                              | -                              | 15    | 0     | 2     |
| Sous-total            | Sous-total            | Sous-total            | 15          | 0           | 2           | -               | -               | -               | -                 | -                 | -                 | -                              | -                              | -                              | -                              | 15    | 0     | 2     |
| 2016-2017             | Watford FC            | Premier League        | 20          | 1           | 0           | 2               | 0               | 0               | 1                 | 0                 | 0                 | -                              | -                              | -                              | -                              | 23    | 1     | 0     |
| 2017-2018             | Watford FC            | Premier League        | 37          | 7           | 3           | 2               | 0               | 0               | -                 | -                 | -                 | -                              | -                              | -                              | -                              | 39    | 7     | 3     |
| 2018-2019             | Watford FC            | Premier League        | 35          | 5           | 6           | 4               | 0               | 0               | 1                 | 0                 | 0                 | -                              | -                              | -                              | -                              | 40    | 5     | 6     |
| 2019-2020             | Watford FC            | Premier League        | 37          | 4           | 2           | -               | -               | -               | 2                 | 0                 | 0                 | -                              | -                              | -                              | -                              | 39    | 4     | 2     |
| Sous-total            | Sous-total            | Sous-total            | 129         | 17          | 11          | 8               | 0               | 0               | 4                 | 0                 | 0                 | -                              | -                              | -                              | -                              | 141   | 17    | 11    |
| 2020-2021             | Everton FC            | Premier League        | 29          | 2           | 3           | 3               | 1               | 0               | 2                 | 0                 | 0                 | -                              | -                              | -                              | -                              | 34    | 3     | 3     |
| 2021-2022             | Everton FC            | Premier League        | 30          | 2           | 4           | 3               | 0               | 0               | 1                 | 0                 | -                 | -                              | -                              | -                              | -                              | 34    | 2     | 4     |
| 2022-2023             | Everton FC            | Premier League        | 25          | 5           | 1           | 1               | 0               | 0               | 1                 | 0                 | 0                 | -                              | -                              | -                              | -                              | 27    | 5     | 1     |
| 2023-2024             | Everton FC            | Premier League        | 32          | 7           | 3           | -               | -               | -               | 3                 | 0                 | 1                 | -                              | -                              | -                              | -                              | 35    | 7     | 4     |
| 2024-2025             | Everton FC            | Premier League        | 33          | 3           | 2           | 2               | 0               | 0               | 1                 | 1                 | 0                 | -                              | -                              | -                              | -                              | 36    | 4     | 2     |
| Sous-total            | Sous-total            | Sous-total            | 149         | 19          | 13          | 9               | 1               | 0               | 8                 | 1                 | 1                 | -                              | -                              | -                              | -                              | 166   | 21    | 14    |
| Total sur la carrière | Total sur la carrière | Total sur la carrière | 368         | 48          | 38          | 28              | 3               | 2               | 18                | 3                 | 1                 | -                              | -                              | -                              | -                              | 414   | 54    | 41    |

## Palmarès

### En club
- Watford FC
  - Finaliste de la Coupe d'Angleterre en 2019.